# دروژتیچی
دروژتیچی (به صربی: Družetići) یک منطقهٔ مسکونی در صربستان است که در ناحیه موراویتسا واقع شده‌است. دروژتیچی ۷۰۳ نفر جمعیت دارد.